# 朋友之间
朋友之间（韓語：친구사이）是1994年2月7日創設韓國的男同性戀、跨性別的人權及常談团体。1993年12月1日凡同性戀者的組織初同會（초동회）的創立、1997年2月7日男女同性戀者团体的分立及男同性戀、跨性別爲朋友之间的創立。

## 外部連結
- 朋友之间的网站 （页面存档备份，存于） 
- 트랜스로드맵 （页面存档备份，存于） 